# پروپیل‌هگزدرین
پروپیل‌هگزدرین (انگلیسی: Propylhexedrine) یک آلکیل‌آمین است که عمدتاً به عنوان یک ضد احتقان بینی موضعی به کار می‌رود.  نشانه های اصلی آن تسکین احتقان ناشی از سرماخوردگی، آلرژی و رینیت آلرژیک است.

## تداخلات
اگر داروهای MAOI در ۱۴ روز گذشته استفاده شده باشد یا هم‌اکنون توسط شخصی استفاده می‌شود، نباید از پروپیل هگزدرین استفاده کرد.
برخلاف سایر داروهای ضداحتقان موضعی، پروپیل هگزدرین لازم نیست هشداری در مورد استفاده در افراد مبتلا به فشار خون بالا داشته باشد.
پروپیل هگزدرین در افراد زیر شش سال منع مصرف دارد. دست کم یک مورد گزارش شده از مسمومیت تصادفی ناشی از دسترسی کودک به داروی پروپیل هگزدرین وجود دارد.

## عوارض جانبی
هنگامی که به عنوان یک استنشاق استفاده می شود، شایع ترین عوارض جانبی که در مورد پروپیل هگزدرین هشدار داده می شود، ناراحتی موقت (مانند احساس سوزش یا سوزش) یا احتقان برگشتی است. استفاده مشترک از داروهای استنشاقی پروپیل هگزدرین ممکن است باعث گسترش عفونت شود. وقوع این اثرات نامطلوب غیرمعمول است زیرا پروپیل هگزدرین به طور کلی ایمن و موثر شناخته می شود. با این حال، استفاده از فراورده‌های پروپیل هگزدرین به شیوه‌ای که در برچسب‌گذاری آن‌ها در نظر گرفته نشده است، می‌تواند منجر به عوارض جانبی شدیدی شود که معمولاً در محیط‌های درمانی با آن روبه‌رو نمی‌شوید. پیامدهای استفاده نادرست از محصولات پروپیل‌هگزدرین می تواند شامل بستری شدن در بیمارستان، ناتوانی یا حتی مرگ باشد. سازمان‌های بهداشت عمومی مانند FDA توصیه کرده‌اند که محصولات پروپیل هگزدرین فقط به روشی که روی برچسب آنها ذکر شده است استفاده شود.